# I Made Wirawan
I Made Wirawan (sinh ngày 1 tháng 12 năm 1981 ở Gianyar) là một cầu thủ bóng đá người Indonesia hiện tại thi đấu ở vị trí Thủ môn cho câu lạc bộ tại Liga 1, Persib Bandung và đội tuyển quốc gia Indonesia.

## Đời sống cá nhân
Wirawan kết hôn với Rucika Kalra, và cặp đôi có một con trai tên là Putu Ranwir Abhinava sinh ngày 16 tháng 7 năm 2013 ở Bandung. Anh theo đạo Hindu.

## Sự nghiệp quốc tế
Anh có màn ra mắt cho Indonesia trong trận giao hữu trước Ả Rập Xê Út ngày 7 tháng 10 năm 2011.

### Đội tuyển quốc gia
| Đội tuyển quốc gia Indonesia | Đội tuyển quốc gia Indonesia | Đội tuyển quốc gia Indonesia |
| Năm                          | Số trận                      | Bàn thắng                    |
| ---------------------------- | ---------------------------- | ---------------------------- |
| 2011                         | 1                            | 0                            |
| 2012                         | 0                            | 0                            |
| 2013                         | 5                            | 0                            |
| 2014                         | 3                            | 0                            |
| 2015                         | 2                            | 0                            |
| Tổng cộng                    | 11                           | 0                            |

## Danh hiệu
Persib Bandung
Vô địch
- Indonesia Super League: 2014
- President Cup: 2015